# Champions Trophy de hockey sobre césped femenino de 1999
El Champions Trophy de hockey femenino 1999 fue la 7.ª edición del torneo. Se llevó a cabo entre el 10 y 19 de junio de 1999 en el Queensland State Hockey Centre de Brisbane, Australia.

## Equipos participantes
- Alemania (tercero en el mundial 1998)
- Países Bajos (segunda en el mundial 1998)
- Argentina (cuarto en el mundial 1998)
- Nueva Zelanda (sexto en el mundial 1998)
- Australia (campeón defensor, campeón del mundo y campeón olímpico)
- Corea del Sur (quinto en el mundial 1998)

## Tabla de posiciones
| Equipo        | J | G | E | P | GF | GC | D/G | Pts | Clasificación |
| ------------- | - | - | - | - | -- | -- | --- | --- | ------------- |
| Australia     | 5 | 4 | 1 | 0 | 22 | 6  | +16 | 13  | Final         |
| Países Bajos  | 5 | 3 | 1 | 1 | 11 | 7  | +4  | 10  | Final         |
| Alemania      | 5 | 3 | 0 | 2 | 14 | 11 | +3  | 9   | 3.ª posición  |
| Argentina     | 5 | 2 | 1 | 2 | 8  | 10 | -2  | 7   | 3.ª posición  |
| Nueva Zelanda | 5 | 1 | 1 | 3 | 6  | 13 | -7  | 4   | 5.ª posición  |
| Corea del Sur | 5 | 0 | 0 | 5 | 2  | 16 | -14 | 0   | 5.ª posición  |

## Rueda final

### 5.º y 6.º puesto
|  | Nueva Zelanda | 3 - 1 | Corea del Sur |  |  |

### Tercer puesto
|  | Alemania | 1 - 0 | Argentina |  |  |

### Final
|  | Australia | 3 - 2 | Países Bajos |  |  |

## Posiciones finales
| Pos | Equipo        |
| --- | ------------- |
|     | Australia     |
|     | Países Bajos  |
|     | Alemania      |
| 4.  | Argentina     |
| 5.  | Nueva Zelanda |
| 6.  | Corea del Sur |